# Obluchensky (huyện)
Huyện Obluchensky (tiếng Nga: Облученский райо́н) là một huyện hành chính tự quản (raion), của Tỉnh tự trị Do Thái, Nga. Huyện có diện tích 13336 km², dân số thời điểm ngày 1 tháng 1 năm 2000 là 38300 người. Trung tâm của huyện đóng ở Obluchye.